# Gunnar Furuland

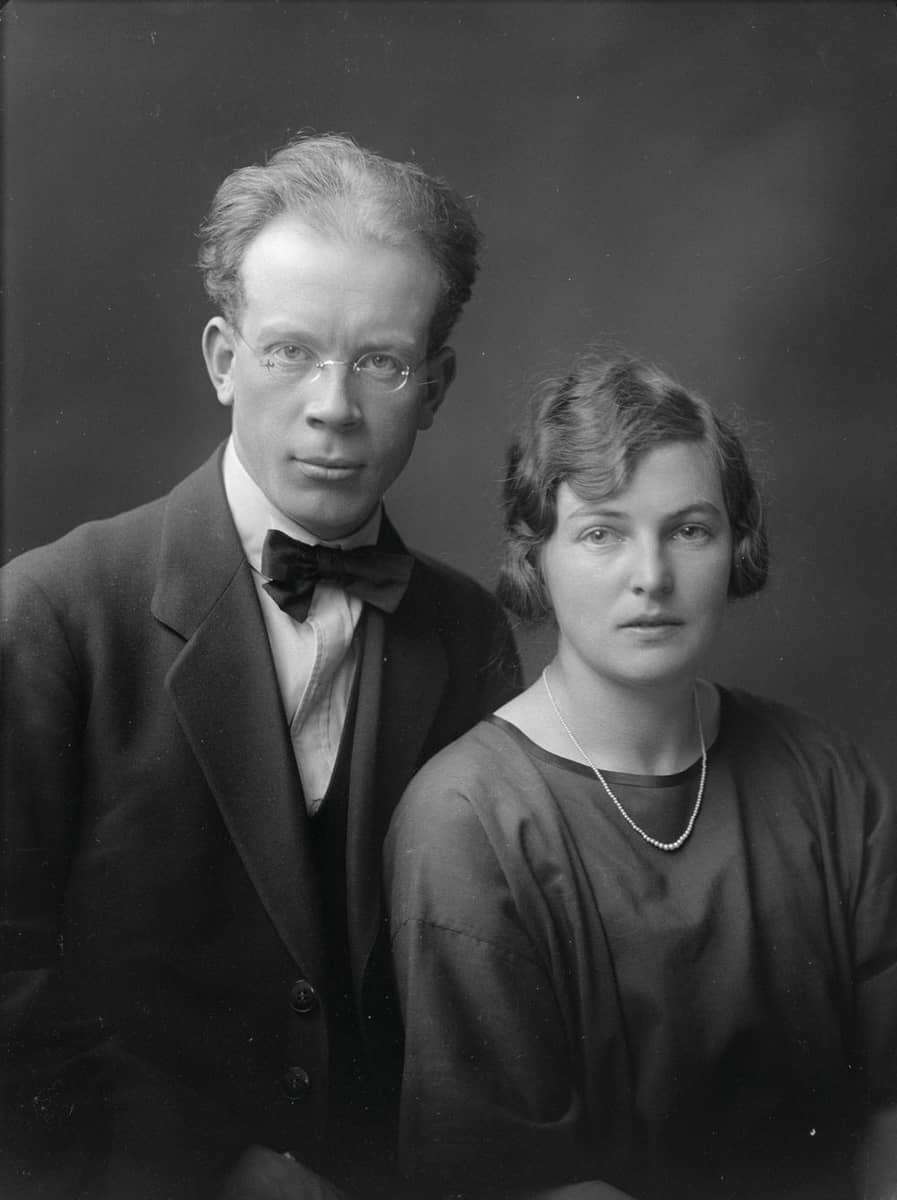
Gunnar Furuland och Sigrid Lundberg maj 1924 i Lund

John Anton Gunnar Furuland, ursprungligen Antonsson, född 2 augusti 1896 i Dänningelanda, död den 2 juli 1974 i Uppsala, var en svensk folkhögskollärare, skolledare, författare och översättare. 

## Biografi
Furuland föddes i ett småbrukarhem i Dänningelanda i Kronobergs län. Han avlade  studentexamen vid Växjö högre allmänna läroverk 1917 och blev fil. kand. vid Lunds universitet 1920. Tiden 1921–1928 var han lärare vid olika folkhögskolor och 1928 blev han rektor vid Västerdalarnas folkhögskola i Malung, där han stannade till sin pensionering 1964. Därefter bosatte Furuland sig i Uppsala.
Han var aktiv inom Malungs hembygdsförening och riksstudieledare i Jordbrukare-ungdomens förening 1924–1933. Åren 1950–1962 var han ledamot av Malungs kommunalfullmäktige och kyrkofullmäktige och 1961–1965 ordförande i Dalarnas författarförbund samt 1969–1973 ordförande i Sveriges religiösa reformförbund och redaktör för dess tidskrift Religion och kultur 1970–1973.
Han gifte sig 1926 med Sigrid Lundberg (1900–1973) och de var föräldrar till litteraturvetaren Lars Furuland. Makarna Furuland är begravda på Hammarby kyrkogård.

### Översättningar (urval)
- Johan Skjoldborg: En stridsman: berättelse (Geber, 1927)
- Jeppe Aakjær: Vadmalsfolk: jylländska bondenoveller (Eklund, 1928)
- Arne Bergsgård: Demokrati och diktatur (Bonnier, 1934)
- Eiliv Skogstad Aamo: Örnfjällspojkarna (Lindblad, 1949)